# Tammany Hall
Tammany Hall era una organizzazione collegata con il Partito Democratico, con sede a New York e operante dal 1789 al 1967, che per decenni controllò le politiche della città, venendo spesso accusata di corruzione.

## Origini
Venne fondata con il nome di Tammany Society nel 1789 a New York, prendendo il nome (anglicizzato) dell'importante capo Tamanend della tribù nativa dei Lenape. L'associazione aveva inizialmente scopi essenzialmente sociali, di assistenza ai suoi aderenti, ma con la fondazione del Partito Democratico-Repubblicano di Jefferson divenne il suo principale affiliato nella città di New York, aderendo in seguito al Partito Democratico di Andrew Jackson. Il nome "Tammany Hall" era propriamente quello della sede dell'associazione, divenendo però in seguito più utilizzato di quello ufficiale.

## Egemonia politica e corruzione
Con il crescente afflusso di immigrati a New York, in particolare di origine irlandese, Tammany Hall vide in essi un grande serbatoio di voti potenziali: l'organizzazione forniva svariate forme di assistenza (in un'epoca in cui lo stato sociale era pressoché inesistente, e gli irlandesi, in quanto cattolici, erano malvisti dalle élite americane, in grande maggioranza protestanti), fino a facilitare l'ottenimento della cittadinanza statunitense, in cambio del voto per i suoi candidati. Dal 1854, in tal modo, i sindaci di New York erano generalmente eletti con l'appoggio di Tammany Hall. Nel 1860 divenne presidente del Partito Democratico per la contea di New York il leader di Tammany, W. M. "Boss" Tweed, arrestato nel 1871 per corruzione, avendo sottratto 75 milioni di dollari alle casse municipali. Anche dopo l'arresto di Tweed, Tammany Hall continuò a dominare la politica locale, gestendo in modo clientelare l'assegnazione delle cariche pubbliche.

## Crisi e scioglimento
Tammany Hall perse il suo potere negli anni 1930, per un insieme di fattori: la legislazione che ridusse fortemente l'immigrazione; la nascita di un vero stato sociale, che rese parzialmente inutile l'assistenzialismo clientelare di Tammany; l'elezione a sindaco di un Repubblicano riformatore e progressista, Fiorello La Guardia. Negli anni 1950 l'associazione ebbe una breve rinascita sotto la leadership di Carmine De Sapio: questi fu aspramente combattuto da Eleanor Roosevelt, vedova del Presidente, per avere impedito l'elezione del figlio a Procuratore Generale, e infine rimosso dalla sua carica nel 1961. Negli anni successivi Tammany Hall visse stentatamente, per poi sciogliersi nel 1967 nell'indifferenza generale.

## Influenza culturale

### Cinema
Di Tammany Hall, "Boss" Tweed, e del controllo politico che esercitavano sugli immigrati, si parla ampiamente nel film di Martin Scorsese Gangs of New York.

### Fumetti
L'organizzazione viene citata nel fumetto Capitan America & i Vendicatori segreti n. 25 del giugno 2012, nell'episodio "American Dreamers parte 5". È inoltre citata nel primo episodio del fumetto "The Authoritative Calvin and Hobbes" di Bill Watterson.
Citata nel fumetto "Robert Moses, il Signore segreto di New York", di Pierre Christin e Olivier Balez, pag. 13, BAO Publishing.

### Musica
Il gruppo rock Tammany Hall NYC prende il proprio nome da questa organizzazione politica.